# Międzynarodowy Górski Szlak Przyjaźni Eisenach – Budapeszt

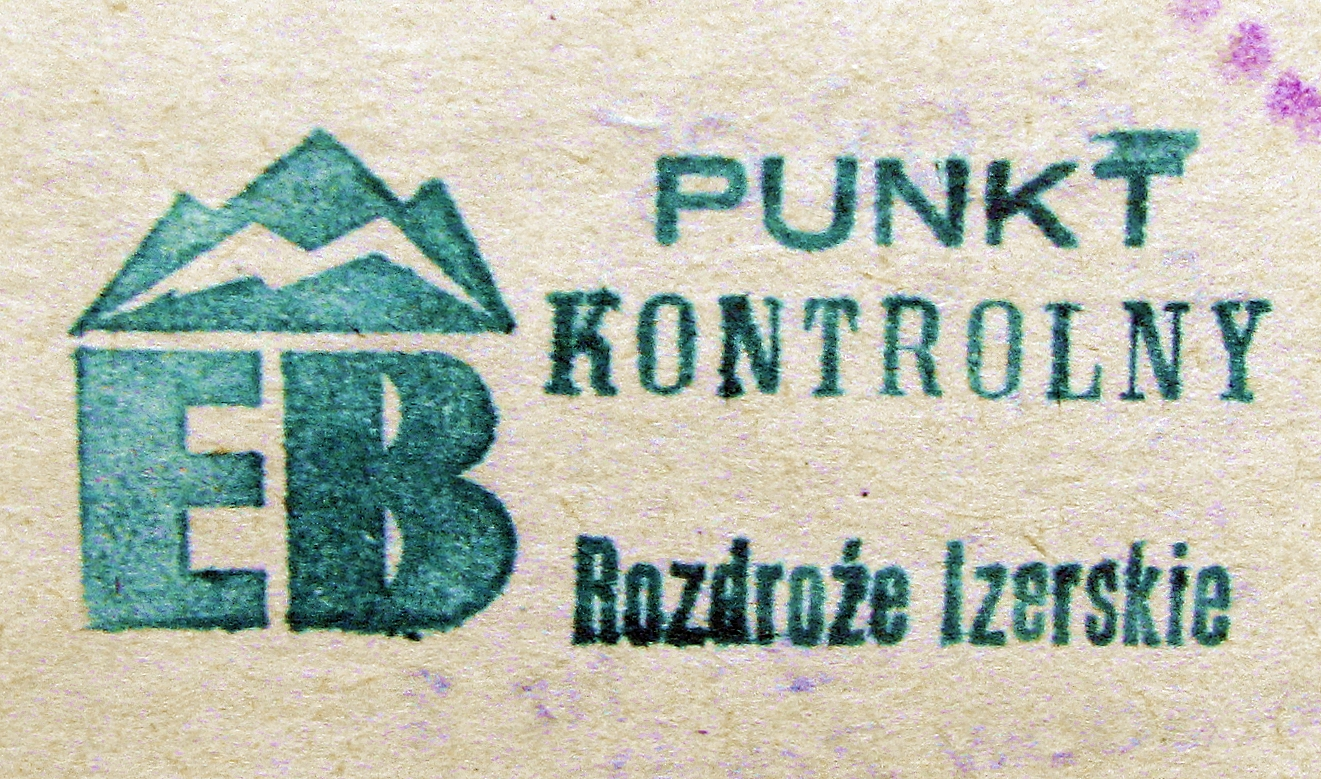
Pieczątka z logo szlaku

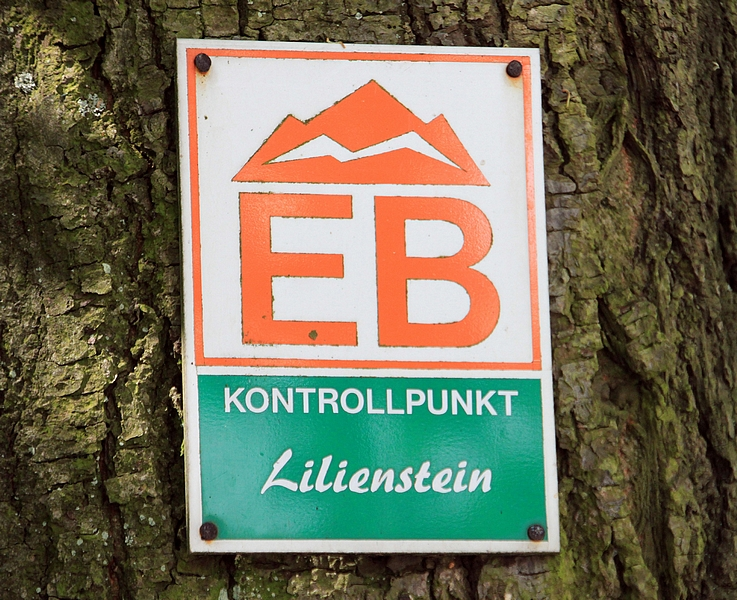
Oznaczenie punktu kontrolnego szlaku

Międzynarodowy Górski Szlak Przyjaźni Eisenach – Budapeszt, EB (niem. Internationaler Bergwanderweg der Freundschaft Eisenach–Budapest, węg. Barátság nemzetközi hegyi túra Eisenach–Budapest) – długodystansowy szlak turystyczny przebiegający przez Europę Środkową. Uroczyste otwarcie szlaku dla międzynarodowego ruchu turystycznego nastąpiło w 1983. Został on utworzony przez następujące organizacje turystyczne z krajów, przez które przebiegał:
1. Kulturbund der DDR (KB) - Zentraler Fachausschuss für Touristik und Wandern,
2. Československý Svaz Tělesné Výchovy (ČSTV),
3. Polskie Towarzystwo Turystyczno-Krajoznawcze (PTTK),
4. Magyar Természetbarát Szövetség (MTSZ).

Na terenie Polski posiadał dwa odcinki:
1. sudecki: Jakuszyce – Boboszów,
2. karpacki: Chochołów – Przełęcz Dukielska.

Ustanowiono także specjalną, czterostopniową odznakę szlaku, którą mogli zdobywać turyści ze wszystkich krajów, po spełnieniu regulaminowych wymogów.
Po 1990 szlak przestał istnieć pod tą nazwą i został włączony w trasę znacznie dłuższego europejskiego szlaku długodystansowego E3. Mimo to, na wielu mapach turystycznych wciąż oznaczany jest jako Międzynarodowy Górski Szlak Przyjaźni Eisenach – Budapeszt E3.